# Jacques Rouleau
Pour les articles homonymes, voir Rouleau.
Jacques Rouleau, né le 18 juin 1922 à Périgueux et mort le 12 mai 2008 à Marseille, est un militaire et résistant français, Compagnon de la Libération. 

## Biographie

### Jeunesse et formation
Jacques Rouleau naît le 18 juin 1922 à Périgueux, en Dordogne, d'un père industriel. Après ses études secondaires, il s’apprête à entrer à l'école nationale de la France d'outre-mer, mais le déclenchement de la seconde guerre mondiale contrarie son cursus.

### Seconde Guerre mondiale
Comme si sa date de naissance le prédisposait à la résistance, il entend l'appel du général de Gaulle le jour de ses 18 ans. Souhaitant lutter contre l'occupation allemande, il obtient l'accord de ses parents pour partir de Périgueux et se rendre en Angleterre. Avec son frère Jean-Claude, il se rend à Saint-Jean-de-Luz où, le 21 juin, il embarque à bord du MS Batory et arrive le 1er juillet à Londres où il s'engage dans les forces françaises libres.
Affecté à la 13e demi-brigade de Légion étrangère, il connaît son baptême du feu lors de l'expédition de Dakar en septembre 1940 puis stationne au Congo où il suit les cours d'élève-officier. Après avoir été promu aspirant, il est muté au Bataillon de marche no 6 (BM6) avec lequel il part pour le Liban. Les combats étant déjà terminés dans cette zone, Jacques Rouleau et le BM6 ne font que du maintien de l'ordre contre les manifestations indépendantistes locales. Désireux de rejoindre une unité combattante, il multiplie les demandes et obtient satisfaction en octobre 1944 en étant muté au Bataillon d'infanterie de marine et du Pacifique. Après plusieurs semaines de voyage depuis le Proche-Orient, il rejoint effectivement sa nouvelle unité en décembre 1944, en pleine bataille des Vosges.
Il participe ensuite aux combats autour du massif de l'Authion. Le 10 avril 1945, alors qu'il attaque la position de la maison du câble avec ses hommes, il est grièvement blessé aux bras et aux jambes par balle et par éclat d'obus. Évacué à l'arrière, il doit être amputé de l'avant-bras gauche.

### Après-Guerre
Après avoir repris ses études à l'école d'outre-mer, il devient administrateur colonial, d'abord au Congo, puis à Nouméa. En 1967, il prend sa retraite de l'administration et retourne en Nouvelle-Calédonie où il devient chef d'entreprise. 
Jacques Rouleau meurt le 12 mai 2008 à Marseille. Crématisé, ses cendres sont transférées à Nouméa.

## Décorations
|  |  |  |  |  |  |  |  |  |
|  |  |  |  |  |  |  |  |  |

| Commandeur de la Légion d'Honneur   | Commandeur de la Légion d'Honneur | Commandeur de la Légion d'Honneur | Compagnon de la Libération Par décret du 27 décembre 1945 | Compagnon de la Libération Par décret du 27 décembre 1945 | Compagnon de la Libération Par décret du 27 décembre 1945 | Croix de guerre 1939-1945 | Croix de guerre 1939-1945 | Croix de guerre 1939-1945 |
| Médaille de la Résistance française |                                   |                                   |                                                           |                                                           |                                                           |                           |                           |                           |